# Ел Нуман II ибн ел Асвад
Ел Нуман II ибн ел Авсад (? - 503) је био десети по реду лахмидски краљ, који је владао од 497. До 503. Његова мајка је била Ум ел Мулк бинт Амр ибн Хаџар ел Кинди, сестра Ел Хартиха иб Амруа, славног принца Киндите.
Учествовао је је на страни Персијанаца у Анастасијевом рату. Без успеха је напао Харан, али је касније поразио византијске трупе у Киркесијуму. Умро је од задобијених рана. Накратко га је наследио Абу Џафур ибн Алкама, гувернер престолнице Ал-Хире.